# Cantone di Sinnamary
Il cantone di Sinnamary è una divisione amministrativa dell'arrondissement di Caienna, nel dipartimento d'oltremare della Guyana.
È formato dai comuni di Sinnamary e di Saint-Élie.